# Lucjan Jaroszka
Lucjan Jaroszka (ur. 30 kwietnia 1913 w Pabianicach, zm. 4 lipca 1995 tamże) – prezbiter rzymskokatolicki archidiecezji łódzkiej, infułat.

## Historia

### Młodość
Syn Florentyny i Brunona Jaroszków, wychowywał się w zamożnej rodzinie, o silnych korzeniach patriotycznych i religijnych. Ojciec prowadził masarnię i należał do cechu pabianickich wędliniarzy. Ukończył Szkołę Podstawową nr 6 i Gimnazjum Męskie im. J. Śniadeckiego w Pabianicach. W 1933 podjął studia na Wydziale Prawa Uniwersytetu im. Adama Mickiewicza w Poznaniu. Wkrótce jednak przerwał je i przeniósł do Łodzi, gdzie wstąpił do Wyższego Seminarium Duchownego. Tu rozpoczęła się jego dożywotnia, przyjaźń z ks. Stanisławem Świerczkiem. Święcenia kapłańskie przyjął 2 lipca 1939 z rąk bpa Włodzimierza Jasińskiego. Wraz z początkiem nowego roku decyzją władz kościelnych został skierowany na dalsze studia do Rzymu. Wybuch wojny uniemożliwił jednak realizację tego planu.

### Okres wojny
W kampanii wrześniowej zginęli dwaj jego bracia – Leonard i Witold. Ksiądz Lucjan pozostał w Pabianicach, od 6 grudnia 1939 pracując jako wikariusz w parafii św. Mateusza i kapelan szpitala przy ulicy Żeromskiego. Zaangażował się też w działalność konspiracyjną. Prowadził tajne nauczanie w domu rodzinnym. Udzielał sakramentów i odprawiał msze św. w prywatnych mieszkaniach. Został kapelanem Szarych Szeregów i Armii Krajowej. Redagował podziemną gazetkę „Na zachodnim szańcu”.
Za tę działalność 6 lutego 1943 został wraz z pozostałymi członkami rodziny Jaroszków aresztowany. W wyniku tego siostra zginęła w obozie w Auschwitz. Matka została zakatowana w więzieniu przy ul. Sterlinga. Ojciec, osadzony w Mauthausen-Gusen, przeżył wprawdzie obóz, ale zmarł wkrótce po powrocie z niego. Ks. Lucjan z całej rodziny został przy życiu sam. Początkowo więziony przy ulicy Sterlinga w Łodzi, po pięciu miesiącach trafił do obozu w Mauthausen, oznaczony numerem 31760, gdzie pracował w kamieniołomach. W sierpniu 1943 został przewieziony do pracy w fabryce samolotów Wiener-Neudorf w Austrii. 1 grudnia 1944 znalazł się w obozie koncentracyjnym Dachau, w bloku 28 (bloku polskich księży – tam też spotkał się ze swoim największym przyjacielem ks. Stanisławem Świerczkiem). Otrzymał numer obozowy 134376. Był to najcięższy okres w jego życiu. Wolność odzyskał 29 kwietnia 1945.

### Okres powojennej emigracji

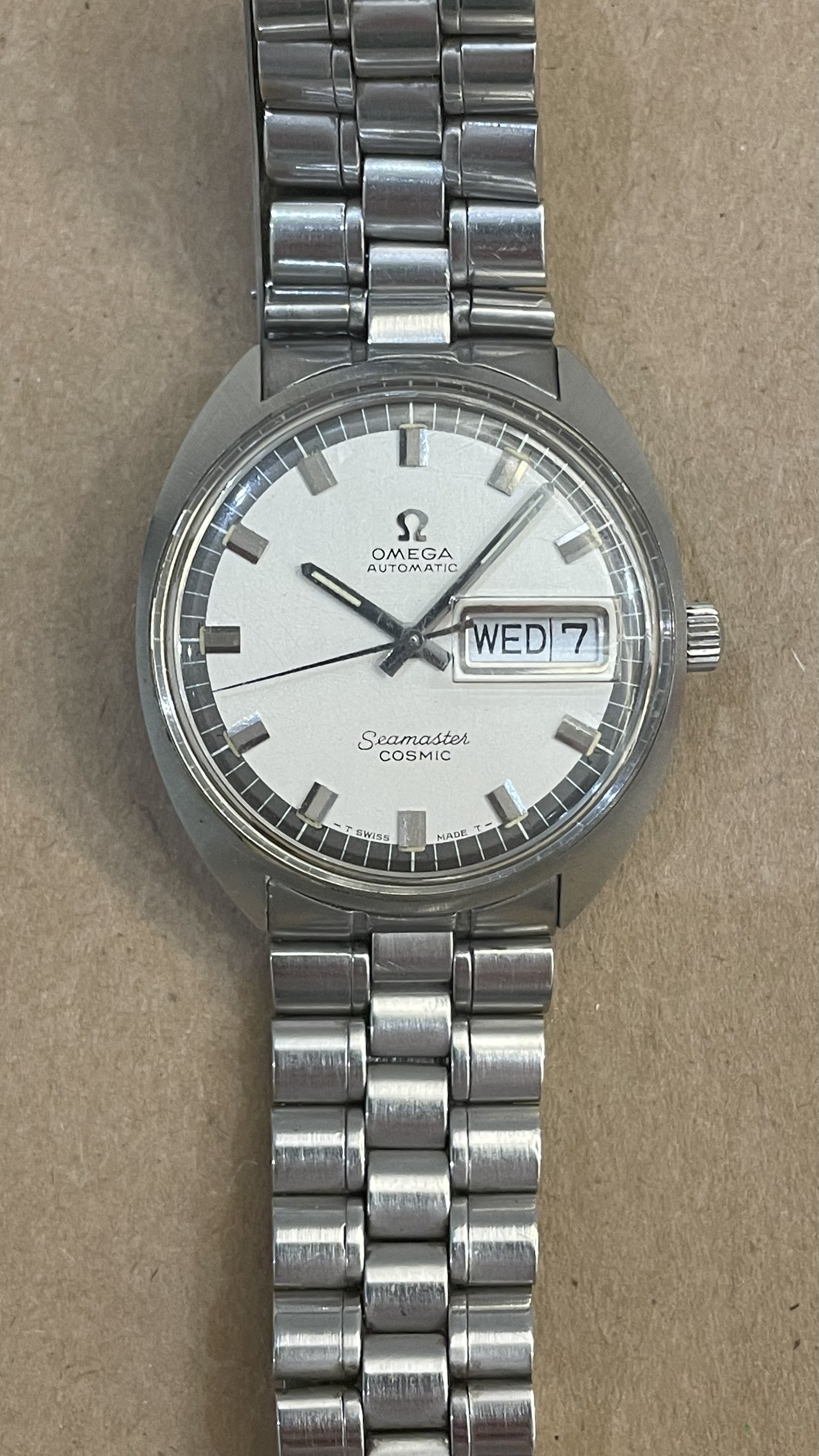
Zegarek podarowany ks.Jaroszce przez społeczność parafii w Geelong z okazji wyjazdu do Polski

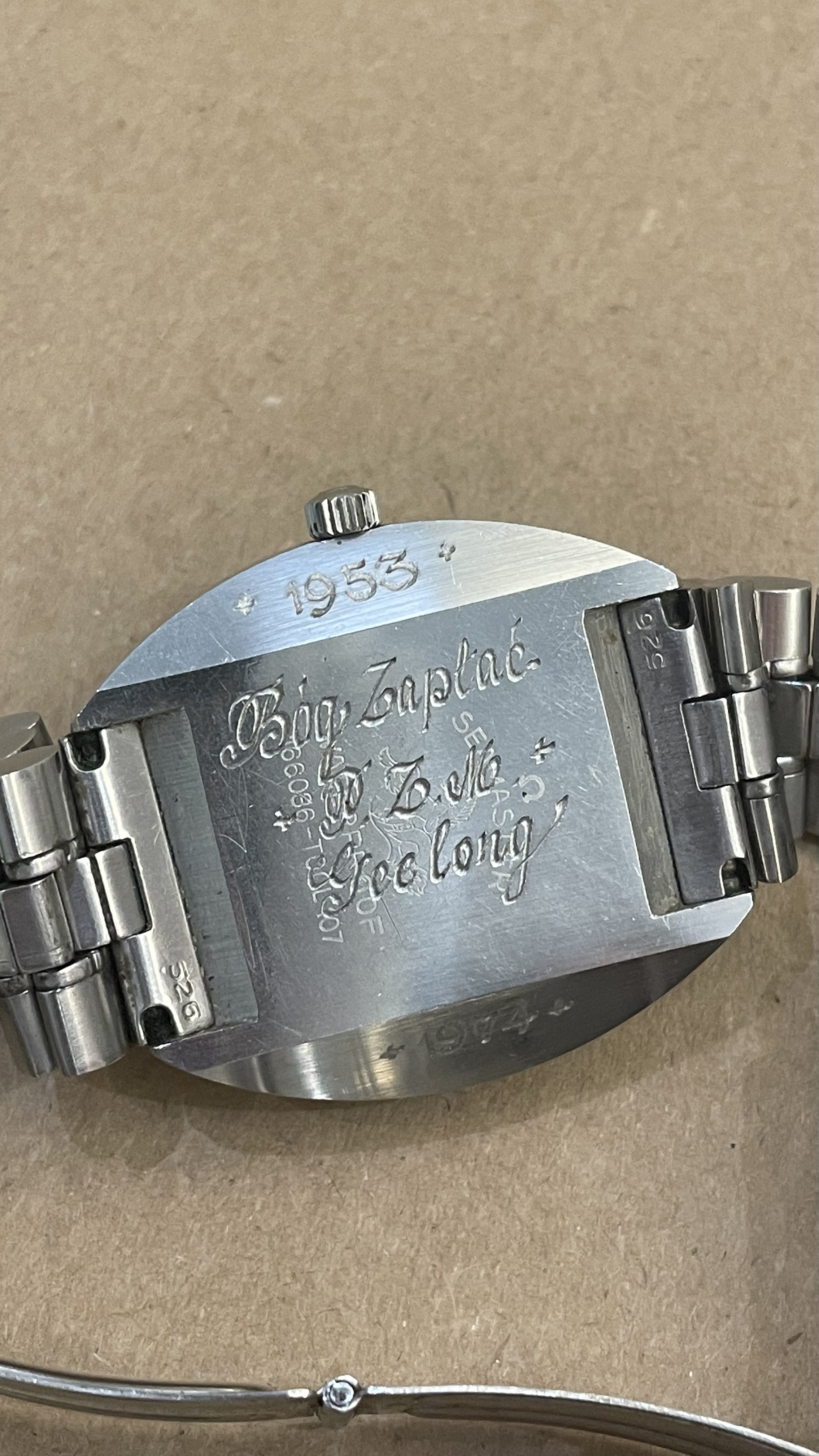
Na tyle zegarka znajduje się grawerunek przedstawiający między innymi lata w których ksiądz przebywał w Australii

Z uwagi na uzasadnione ryzyko represji ze strony władz komunistycznych za konspiracyjną działalność w latach 1939–1943 zdecydował się nie wracać do Polski. Osiadł w Bawarii, gdzie podjął studia prawnicze na Uniwersytecie w Dillingen i w 1947 uzyskał tytuł magistra prawa kanonicznego.
W 1950 na polecenie biskupa polowego Wojska Polskiego Józefa Gawliny wyjechał do Australii. Tam podjął pracę duszpasterską wśród Polonii w Gippsland, a od 1954 w Geelong w stanie Wiktoria. Był kapelanem polskich emigrantów, zwłaszcza byłych żołnierzy II Korpusu Armii gen. Władysława Andersa. Tworzył struktury organizacji polonijnych, wspierał rozżalonych brakiem możliwości powrotu do kraju – podobnie jak on sam – rodaków (został pozbawiony polskiego obywatelstwa i otrzymał zakaz wjazdu do kraju). Koordynował peregrynację obrazu Matki Bożej Częstochowskiej w całej Australii. Systematycznie wspierał Kościół Łódzki przesyłając prasę, książki i filmy o tematyce katolickiej, niedostępne wówczas w Polsce. Głosił rekolekcje nie tylko w Australii, ale i w Nowej Zelandii oraz Papui-Nowej Gwinei. W 1973 zorganizował wizytę kard. Karola Wojtyły na Międzynarodowym Kongresie Eucharystycznym w Melbourne.

### Okres ponownego pobytu w Pabianicach

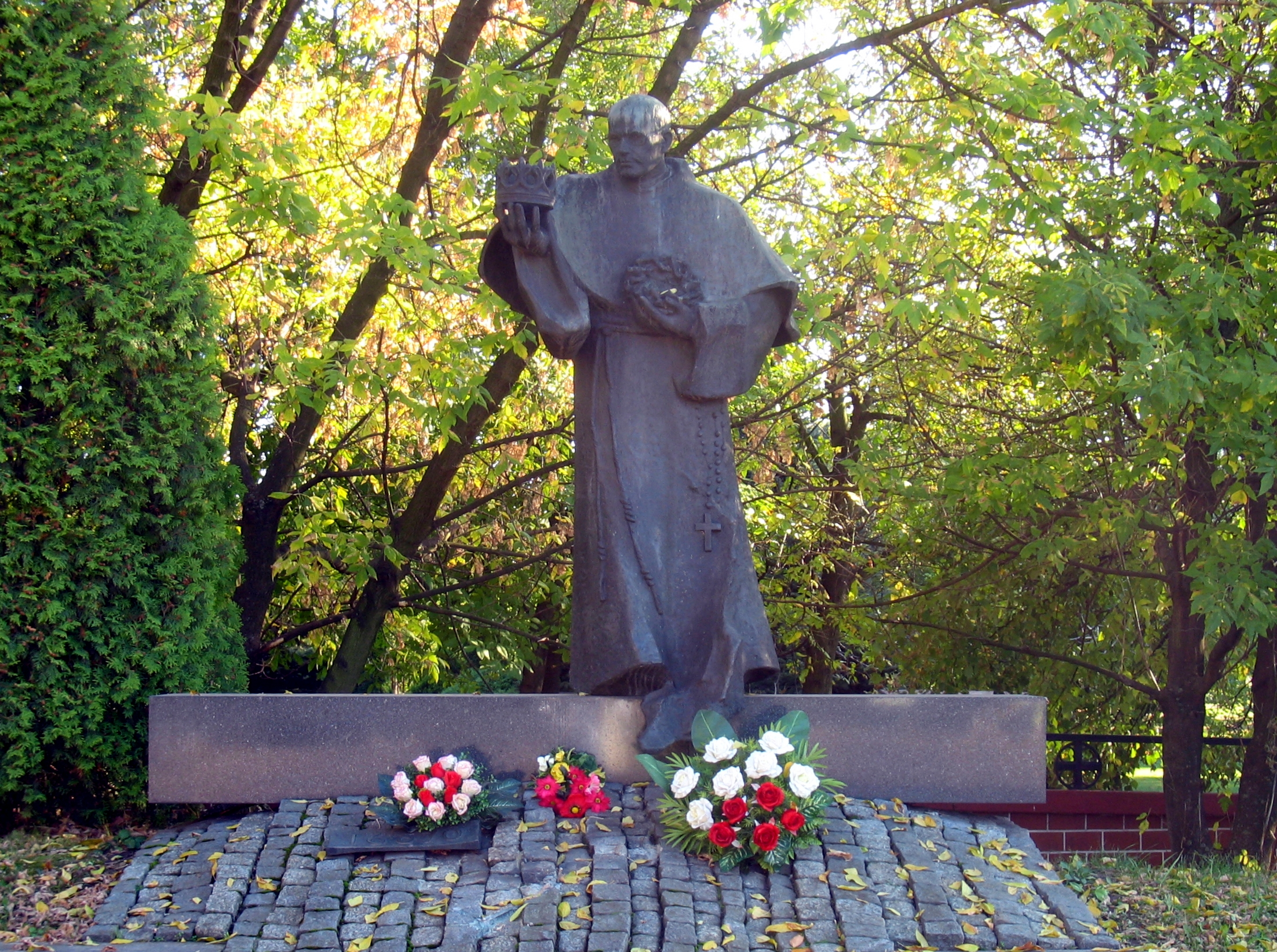
Pomnik św. Maksymiliana Marii Kolbego

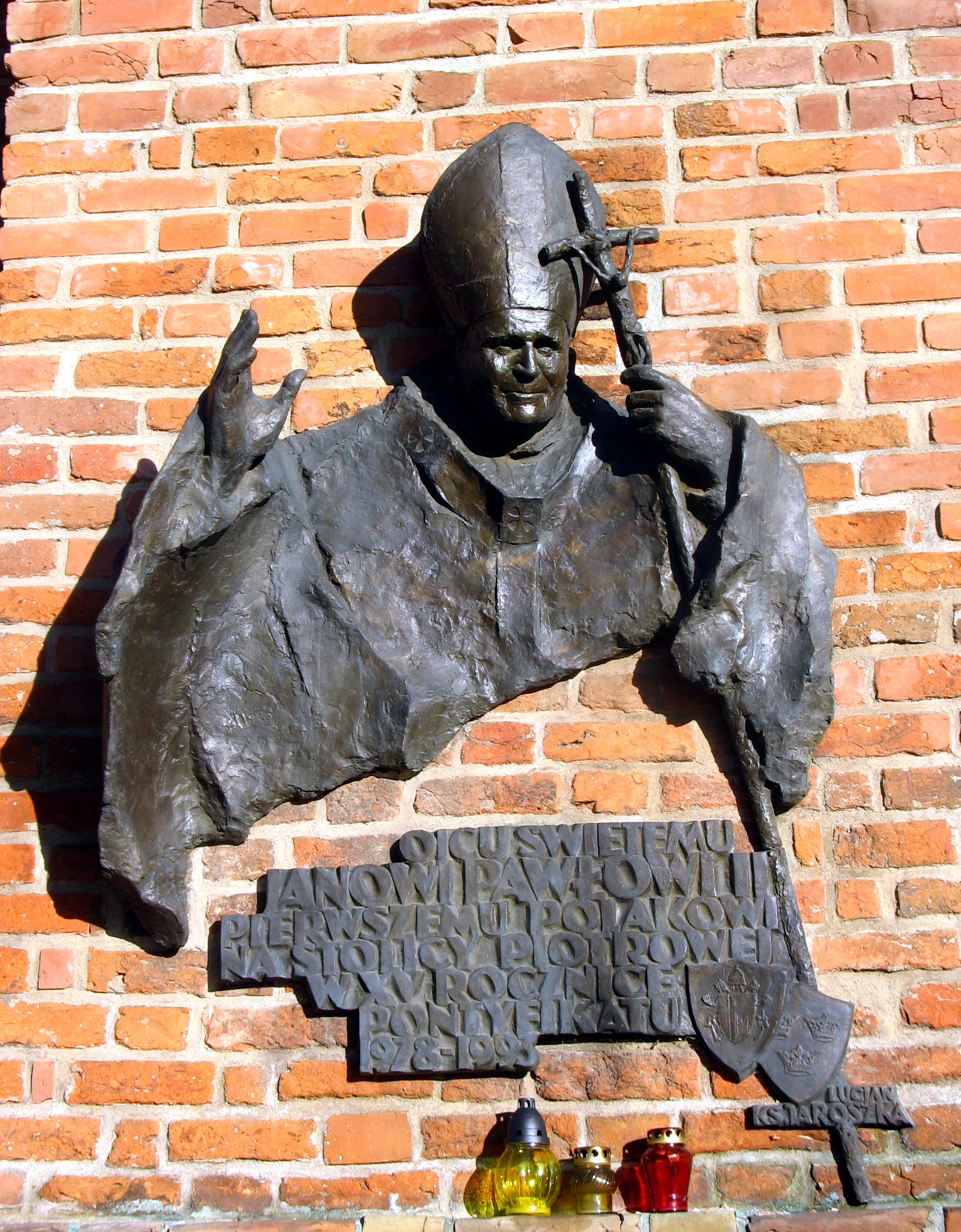
Płaskorzeźba Jana Pawła II

W 1974, po wielu wysiłkach, ks. Lucjan Jaroszka powrócił do Polski. Zamieszkał przy parafii św. Mateusza w Pabianicach, której proboszczem był w tym czasie ks. Stanisław Świerczek. Pozostając w stanie częściowego spoczynku, czynnie służył swoją wiedzą i zaangażowaniem na rzecz kościoła i miasta. Jego płomienne kazania patriotyczne gromadziły tłumy wiernych. Dzięki niemu powstało wiele cennych inicjatyw:
- wiele lat poświęcił na spisanie 4-tomowej kroniki parafii św. Mateusza w Pabianicach (w tym celu żmudnie zbierał informacje w archiwach kościelnych Krakowa, Włocławka i Gniezna);
- w 1980 rodzinne grunty w Pabianicach przy ul. Karolewskiej 48 przekazał nowo erygowanej parafii św. Maksymiliana pod budowę kościoła;
- w 1988 ufundował jeden z 24 dzwonów zawieszonych na wieży kościoła św. Mateusza dla uczczenia 400-lecia obchodów tej parafii;
- w 1989 wszedł w skład Komitetu Honorowego Odbudowy Pomnika Niepodległości w Pabianicach;
- w 1991 był pomysłodawcą i głównym sponsorem pierwszego w Polsce pomnika św. Maksymiliana, który stanął na placu przy kościele św. Mateusza w Pabianicach;
- w 1992 ufundował Epitafium poświęcone ks. Stanisławowi Świerczkowi w kościele św. Mateusza w Pabianicach i tablicę w kościele NMP Różańcowej w Pabianicach upamiętniającą ks. Leopolda Petrzyka, współwięźnia z Dachau, który został zamordowany;
- w 1993 przekazał środki pieniężne z odszkodowania za swój pobyt w obozach koncentracyjnych na ufundowanie płaskorzeźby Jana Pawła II umieszczonej na frontonie kościoła św. Mateusza – co stanowiło wotum wdzięczności za ocalenie życia;
- również w 1993 przekazał Muzeum Archidiecezji Łódzkiej cenną kolekcję srebrnych monet oraz znaczków Poczty Państwa Watykańskiego.

Za swoje wybitne zasługi otrzymał następujące wyróżnienia:
- tytuł kapelana Jego Świątobliwości papieża Pawła VI, czyli prałata (19 kwietnia 1968 r. – na wniosek kard. Stefana Wyszyńskiego);
- tytuł prałata honorowego Jego Świątobliwości papieża Jana Pawła II (23 maja 1989 r.);
- tytuł kanonika Archikatedralnej Kapituły Łódzkiej (19 października 1991 r.);
- tytuł protonotariusza Apostolskiego, czyli infułata (1993 r.);
- tytuł Honorowego Obywatela Miasta Pabianic (3 listopada 1993 r. jako pierwsza w ten sposób uhonorowana osoba w historii Pabianic[3]);

Infuły nigdy nie założył. Po półtorarocznej walce z chorobą, dotknięty afazją i poruszający się na wózku inwalidzkim, zmarł w wieku 82 lat 4 lipca 1995 r. W uroczystościach pogrzebowych wzięli udział wszyscy biskupi łódzcy: Władysław Ziółek, Bohdan Bejze i Adam Lepa, licznie zgromadzone duchowieństwo, władze miasta Pabianice, przedstawiciele Armii Krajowej i tysiące pabianiczan. Kondukt pogrzebowy pieszo przebył ulice miasta. Trumnę złożono w rodzinnym grobowcu rodziny Jaroszków na pabianickim cmentarzu katolickim.